# Morti nel 1153
| Questa pagina contiene informazioni ricavate automaticamente dalle voci biografiche con l'ausilio del template Bio e di un bot. L'aggiornamento è periodico e automatico e ricostruisce completamente la pagina. Se manca una persona in questa lista, sei pregato di non aggiungerla, ma accertati piuttosto che la sua voce biografica contenga il template Bio e che i dati anagrafici siano correttamente compilati. Se il template Bio manca, inseriscilo tu stesso o, in alternativa, metti l'avviso {{tmp\|Bio}} che ne segnala la mancanza. Se i dati riportati sono sbagliati, correggi direttamente la voce biografica; le modifiche saranno visibili in questa lista entro pochi giorni. Per chiarimenti vedi il progetto biografie. La lista contiene solo le 17 persone che sono citate nell'enciclopedia e per le quali è stato implementato correttamente il template Bio. Pagina aggiornata al 10 feb 2025. |

- 7 gennaio - Manfredo Boccacci, vescovo cattolico italiano
- 28 gennaio - Pelagio da Oviedo, vescovo cattolico e storico spagnolo
- 3 aprile - Al-'Adil ibn al-Sallar, generale e politico arabo
- 22 maggio - Atto di Pistoia, abate, vescovo cattolico e santo portoghese
- 24 maggio - Davide I di Scozia, sovrano
- 12 giugno - Roger de Beaumont, II conte di Warwick, nobile (n. 1102)
- 8 luglio - Papa Eugenio III, papa, abate e beato italiano
- 16 agosto - Bernard de Tremelay, cavaliere medievale francese
- 17 agosto - Eustachio IV di Boulogne, conte
- 20 agosto - Bernardo di Chiaravalle, monaco cristiano, abate e teologo francese
- 16 dicembre - Ranulph de Gernon, militare inglese (n. 1099)
- Anna Comnena, storiografa bizantina (n. 1083)
- Walter Espec, militare e giurista inglese
- Enrico I di Magonza, arcivescovo cattolico tedesco
- Pietro I di Béarn, francese
- Al-Shahrastani, filosofo, teologo e storico persiano (n. 1086)
- Tolomeo II dei conti di Tuscolo, nobile italiano